# Ruta X-915
La ruta X-915, es un camino de ripio ubicado en la región de Aysén (en el sur de Chile), conectando la localidad de Candelario Mancilla con el Paso Dos Lagunas en las cercanías de la laguna del Desierto. Recorre un valle que contiene un bosque magallánicos y conecta con el aeródromo Laguna Redonda; el camino termina abruptamente al llegar al hito fronterizo IV-0-B.
Chile ha solicitado a Argentina la construcción del de un camino de 5km en el "Tramo Ribera Norte Lago del Desierto" que conecte con la ruta X-915 debido al flujo importante para las economías locales de turistas que transitan a pie o en bicicleta desde lago O'Higgins hasta laguna del Desierto.

## Historia
La controversia de la laguna del Desierto fue resuelta el 21 de octubre de 1994 por un fallo arbitral internacional, ratificado el 13 de octubre de 1995. Posteriormente, se habilitó el paso fronterizo. En 1991, Argentina construyó un camino desde el sur hasta el entonces disputado cuerpo de agua, pero dejó sin conexión la parte norte.